# Retelit
Reti telematiche italiane S.p.A., in forma abbreviata Retelit S.p.A., è un gruppo aziendale italiano attivo nel settore delle telecomunicazioni e ICT.
L'azienda possiede una rete in fibra ottica di oltre 43.000 Km, che si estende in tutta Italia e 34 data center dislocati sul territorio nazionale.
Retelit è membro dell'AAE-1, consorzio internazionale che ha posizionato e si occupa della gestione di un cavo sottomarino che collega l'Europa al sud-est asiatico, passando per il Medio Oriente.
L'azienda è stata sottoposta al Golden Power da parte del Governo Italiano, sia durante la fase di l'acquisizione da parte di Asterion, sia per le fusioni di IRIDEOS e Brennercom, sia per le acquisizioni di Sparkle e BT Italia.

## Sostenibilità
Ad Agosto 2024 lancia, in collaborazione con A2A e DBA Group, il primo progetto italiano di recupero di calore dal data center destinato al teleriscaldamento.
Grazie al calore di scarto del data center Avalon 3 di Retelit, che con i suoi oltre 3500 m² e 3,2 MW di potenza, sarà immesso nell'infrastruttura di teleriscaldamento gestita da A2A Calore e Servizi aumentando l'energia green a disposizione delle famiglie dell'area ovest della città di Milano e consentendo un risparmio energetico di 1.300 tonnellate equivalenti di petrolio (Tep) e di evitare l'emissione di 3.300 tonnellate di CO2 con benefici ambientali pari al contributo di 24 mila alberi.

## Data Center

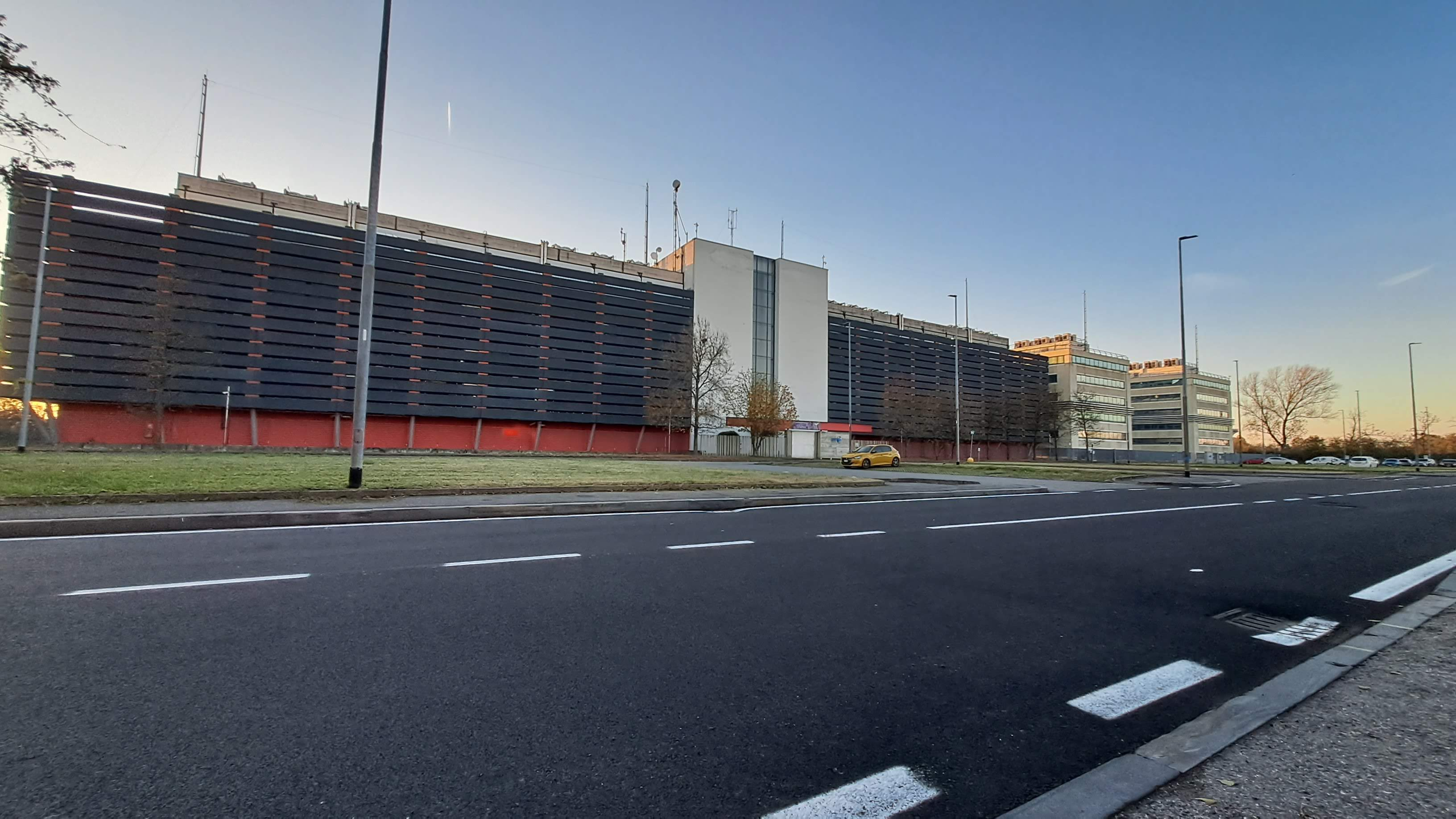
BF2 (Business Farm 2) di Settimo Milanese

Tramite i tre data center che compongono l'Avalon Campus di Milano (Avalon 1, Avalon 2 e Avalon 3) gli operatori nazionali e internazionali possono interconnettersi al Milan Internet eXchange, principale Internet Exchange Point pubblico italiano.
Il data center BF2 (Business Farm 2) di Settimo Milanese, in fase di aquisizione da BT Italia, partecipa alla sostenibilità e al risparmio energetico in quanto la dispersione di calore viene assorbita facendo circolare dell’acqua di falda, che a 15 °C coopera al contenimento della temperatura nelle sale dati. L’acqua viene poi riciclata nel territorio a 18,5 ºC, temperatura ideale per le colture invernali.

## Storia
1996 - e-Planet viene fondata da Luigi Orsi Carbone, Andrea Rocca, Angelo Moratti, Paolo Merloni, Gianpaolo Acerbi.
1999 - Nasce e-Via
- Accordo con l’ANAS per la copertura di 48.000 km.
- Licenza Nazionale di Telecomunicazioni.

2000 - Quotazione in Borsa, mercato MTA.
2004 - e-Planet cambia nome in Retelit.
2011 - Ramo aziendale WiMAX venduto a Linkem.
2017 - Entra nel consorzio Open Hub Med, hub tecnologico del Mediterraneo.
2019 - e-Via cambia nome in Retelit Digital Services.
2020 - Nel mese di gennaio la società ha acquisito Partners Associates.
- a febbraio sigla un accordo con LPTIC per la nascita di Retelit Med.[12]
- Nel corso del mese di luglio la società ha acquistato Brennercom.[13]

2021
- Nel corso del mese di luglio ha acquistato WeLol Next.[14]

- 29 novembre, a seguito dell'OPA lanciata dal fondo Asterion che supera il 95% della totalità delle azioni, il titolo viene tolto dalle contrattazioni di Borsa (delisting).[15]

2022
- Scelta come partner per la costruzione del cavo sottomarino 2Africa.
- Si rafforza la collaborazione con Microsoft ottenendo nuove importanti certificazioni.
- Viene nominata da Statista tra le migliori aziende dove lavorare.
- Tra i soci fondatori di ComoNExT e Ge-DIX.

2023
- Viene acquisita IRIDEOS.

2024
- Il 31 gennaio, acquista BT Enìa da BT Italia, cambiando la denominazione in Retelit Enìa.
- Il 13 giugno, PA Abs e PA Expertise sono cedute a Alcedo.[16]
- Il 1 agosto, Brennercom e IRIDEOS vengono fuse per incorporazione; il brand Brennercom viene mantenuto.

2025
- Il 2 gennaio Retelit Enìa viene fusa per incorporazione.[17]
- Il 14 aprile compartecipa insieme al MEF all'acquisto di Sparkle da TIM per 700 milioni di euro. Il closing dell'operazione è previsto per fine anno.[18][19]
- Il 23 aprile, annuncia la sigla dell'accordo preliminare di acquisizione di BT Italia.[7]
- Il 6 maggio sigla un accordo con l'operatore spagnolo di infrastrutture Axent per il potenziamento della connettività tra Italia e Spagna.[20]

## Struttura del Gruppo
Il gruppo è composto dalle seguenti società:
- Retelit S.p.A. – società capogruppo costituita nel 1996 come e-Planet S.p.A., ha assunto l'attuale denominazione nel 2004; è stata quotata presso la Borsa di Milano nell'indice FTSE Italia Small Cap, sino al delisting nel novembre 2021.[21]
- Retelit Digital Services S.p.A. – costituita nel 1999 come e-via S.p.A., ha assunto la denominazione attuale nel 2019.
- Partners Associates S.p.A. – acquisita nel 2020,[11] in seguito confluita in Retelit Digital Services S.p.A. insieme alle sue controllate.
- PA ABS S.r.l., società di Partners Associates S.p.A. specializzata in SAP. Il 13 giugno 2024 viene ceduta a Alcedo SGR S.p.A.
- PA Expertise S.r.l., società di Partners Associates S.p.A. specializzata in soluzione Microsoft Dynamics. Il 13 giugno 2024 viene ceduta a Alcedo SGR S.p.A.
- Brennercom S.p.A. - acquisita nel 2020, il 1 agosto 2024 viene fusa per incorporazione in Retelit Digital Services S.p.A.[22], pur mantenendo il brand.
- Welol Next S.r.l. - acquisita nel 2021. Confluita in PA Expertise nell'agosto 2023.
- IRIDEOS S.p.A. - acquisita nel 2022, il 1 agosto 2024 viene fusa per incorporazione in Retelit Digital Services S.p.A.[22]
- Noitel Italia S.r.l. - operatore virtuale di telefonia mobile.
- Retelit Enìa S.p.A. - già BT Enìa Telecomunicazioni S.p.A., principale fornitore di servizi di comunicazione e IT per imprese e PA in Emilia Romagna), precedentemente appartenente a BT Italia S.p.A. Dal 31 gennaio 2024 è stata acquisita da Retelit S.p.A.[23] Il 2 gennaio 2025 avviene la fusione per incorporazione[17] in Retelit Digital Services S.p.A.

## Partecipazioni del Gruppo
Il gruppo partecipa nelle seguenti società:
- 9,87% Open Hub Med S.c.a.r.l.;
- 17,98% MIX S.r.l. - principale Internet Exchange Point pubblico italiano;
- 11% ComoNExT S.p.A..[24]

## Azionariato

Azionariato Retelit

È partecipata al 95% da Asterion Industrial Partners SGEIC SA.

## Loghi

Logo di Retelit utilizzato dal 2012 al 2020.
Logo di Retelit in uso dal 2020.